# Werner Albring
Werner Anton Oskar Wilhelm Albring (Schwelm, 26 de setembro de 1914 – Dresden, 21 de dezembro de 2007) foi um engenheiro mecânico alemão, especialista em mecânica dos fluidos.

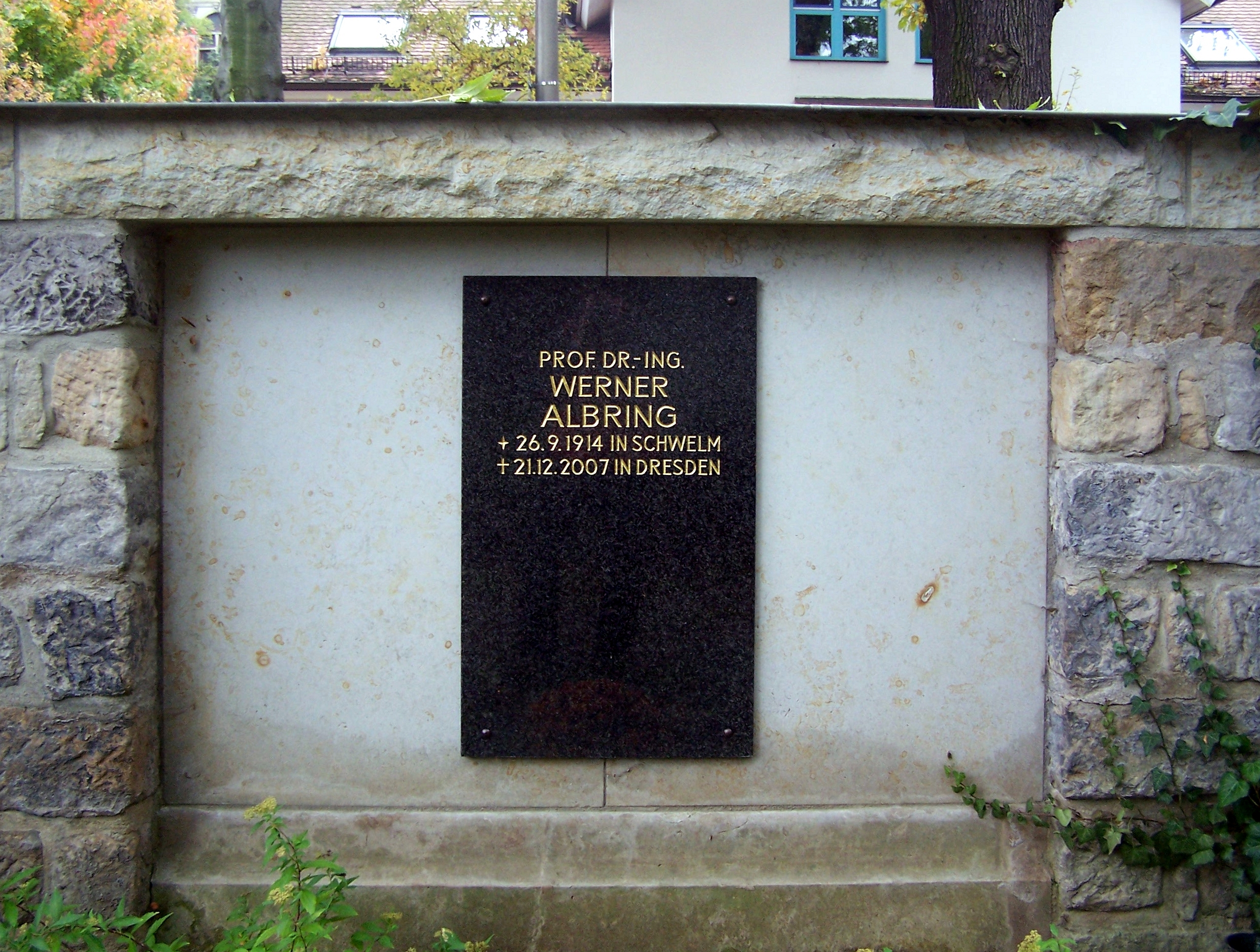
Sepultura de Albring no Innerer Plauenscher Friedhof em Dresden

## Publicações selecionadas
- Kraftmessungen am schwingenden Tragflügel. Dissertation Technische Hochschule, Hannover 1940
- Aufgaben und Möglichkeiten der Strömungslehre bei der Entwicklung des Maschinenbaues. Akademie-Verlag, Berlin 1957.
- Angewandte Strömungslehre. Steinkopf, Dresden 1961; 6. Auflage: Akademie-Verlag, Berlin 1990, ISBN 3-05-500206-7.
- Elementarvorgänge fluider Wirbelbewegungen. Akademie-Verlag, Berlin 1981.
- Gorodomlia. Deutsche Raketenforscher in Russland. Hrsg. von Hermann Vinke. Luchterhand, Hamburg 1991, ISBN 3-630-86773-1.